# Francesca Benolli
Francesca Benolli (Trieste, 26 de agosto de 1989) é uma ginasta italiana que compete em provas de ginástica artística. 
Francesca fez parte da equipe italiana que disputou os Jogos Olímpicos de Pequim, em 2008, China.

## Carreira
Francesca nasceu em Trieste, comuna italiana localizada em uma província homônima. Aos cinco anos de idade começou a praticar a ginástica artística, treinando no clube local, Artistica '81 Trieste. Em 2003, aos quatorze anos, a ginasta entrou para a equipe nacional. Competindo na categoria júnior, no ano posterior, Benolli conquistou a medalha de bronze por equipes no Campeonato Europeu Júnior, em Amsterdã.
Em 2005, como sênior, Francesca conquistou a medalha de ouro no salto, durante o Campeonato Europeu de Debrecen. Devido a uma lesão adquirida após essa competição, a ginasta ausentou-se do Campeonato Mundial de Anaheim, em 2003; e do Campeonato Mundial de Aarhus, três anos depois. Recuperando-se de sua lesão, a ginasta competiu no Campeonato Mundial de Stuttgart, conquistando a quarta colocação coletiva, classificando-se assim para os Jogos Olímpicos de Pequim. Em 2008, no Campeonato Europeu de Clermont-Ferrand, a ginasta só terminou com a medalha de bronze no salto, atrás de sua compatriota Carlotta Giovannini e da alemã Oksana Chusovitina, prata e ouro, respectivamente.
Em sua primeira aparição olímpica, nos Jogos Olímpicos de 2008, a ginasta conquistou a décima colocação na classificação por equipes, não conseguindo assim ir para a final. Individualmente, terminou com a 35ª colocação geral, não conseguindo classificar-se.

## Principais resultados
| Ano  | Evento                                    | AA   | Equipe            | Salto sobre o cavalo | Trave | Barras assimétricas | Solo |
| ---- | ----------------------------------------- | ---- | ----------------- | -------------------- | ----- | ------------------- | ---- |
| 2004 | Campeonato Europeu Júnior                 | 8º   | Medalha de bronze | 4º                   |       |                     | 6º   |
| 2005 | Campeonato Europeu                        | 5º   |                   | Medalha de ouro      |       |                     |      |
| 2007 | Campeonato Mundial de Ginástica Artística | 153º | 4º                |                      | 73º   | 23º                 |      |
| 2008 | Campeonato Europeu                        |      |                   | Medalha de bronze    |       |                     |      |
| 2008 | Jogos Olímpicos                           | 35º  | 10º               |                      |       |                     |      |